# Alva Möllerström
Alva Dagny Viola Möllerström, född 4 juli 1920, död 15 mars 2020 i Visby domkyrkodistrikt, var en svensk poet och författare. Möllerström var verksam på Gotland, och gav som författare ut nio litterära verk. Det sista verket som utkom 2010 var en diktsamling, Tankar från ett önskemoln, som skildrade Gotland. Diktsamlingen var utgiven på Gotlandica förlag. Alva Möllerström är begravd på Roma kyrkogård.

## Bibliografi

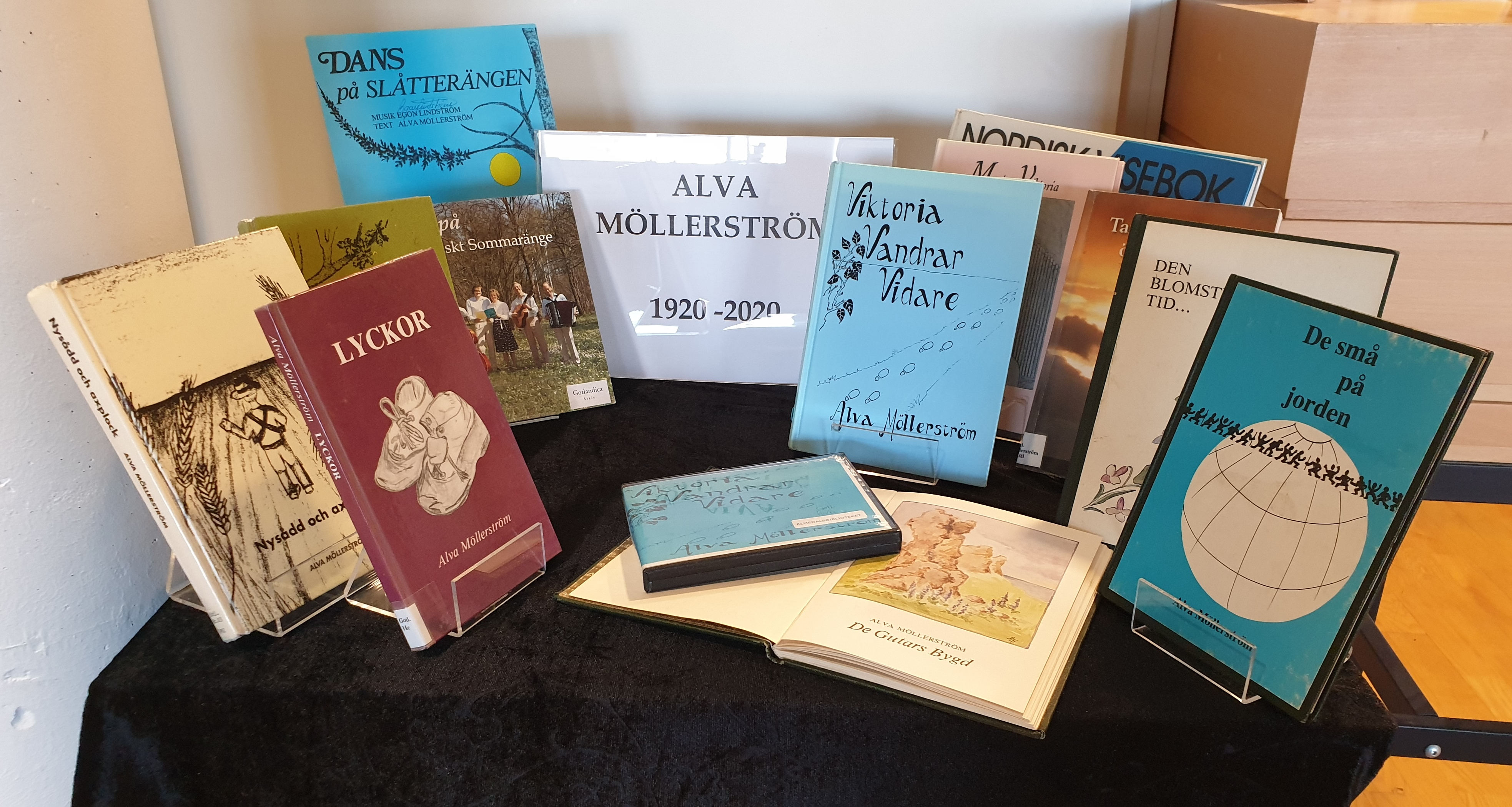
Bokbord för Alva Möllerström på Almedalsbiblioteket.